# Sallent de Gállego
Sallent de Gállego (Sallent de Galligo en aragonès) és un municipi aragonès situat a la província d'Osca i enquadrat a la comarca de l'Alt Gàllego. En el seu terme municipal es troba l'estació d'esquí de Formigal i l'embassament de Lanuza.
El Premi de Relats Luis del Val és un premi anual per a relats curts que convoca la Casa de la vila.

## Geografia
Sallent de Gállego és travessat pel riu Gàllego i el seu primer afluent, el riu Aguas Limpias, tots dos llits nascuts dins del mateix terme i que conflueixen en els voltants del nucli urbà. Des de Sallent de Gállego existeix un camí per on es pot anar caminant fins al paratge conegut com "El Saliente" o "Salto del Aguaslimpias", la petita cascada que va donar nom a la població. La Foratata, un gran penyal rocós que s'eleva sobre la vila, és el pic més emblemàtic del lloc. Altres dels cims importants dins del terme municipal són Anayet, Tres Hombres, Arriel i Balaitous, aconseguint moltes d'elles els 3.000 metres d'altitud. Aquests paisatges ofereixen infinitat de possibilitats, especialment la pràctica d'esports de muntanya i aventura. Són especialment recomanables les excursions a Ibonciecho i l'ibón de Respomuso, lloc aquest últim on hi ha el refugi de Respomuso. El municipi està travessat a més pel GR 11, ruta de muntanya que recorre la serralada pirinenca des del Mediterrani fins al Cantàbric. Menció especial mereix també El Portalet, pas fronterer entre Espanya i França que posa en comunicació les valls de Tena i Aussau. El municipi forma part de la zona del Port de Otal-Cotefablo, Lloc d'Importància Comunitària.

## Personatges
- Fermín Arrudi també anomenat el gegant aragonès.